# Chassalia magnifolia
Chassalia magnifolia är en måreväxtart som beskrevs av Cornelis Eliza Bertus Bremekamp. Chassalia magnifolia ingår i släktet Chassalia och familjen måreväxter. Inga underarter finns listade i Catalogue of Life.